# Estádio Mohammed Bin Zayed
Al Jazira Mohammed Bin Zayed Stadium (em árabe: ستاد محمد بن زايد‎), é um estádio multi-uso que fica em Abu Dhabi, Emirados Árabes Unidos. Atualmente, é utilizado principalmente para jogos de futebol e críquete e é a casa do Al-Jazira Club.

## Capacidade
O estádio original tinha capacidade para 15 mil pessoas, mas atualmente ele está passando por uma reforma de expansão e sua capacidade passará a ser para 40 mil pessoas, além de transformá-lo em um dos estádios mais modernos e confortáveis do mundo. O programa de expansão também inclui a construção de duas torres residenciais.

## Mundial de Clubes FIFA
Após diversas edições do Campeonato Mundial de Clubes da FIFA serem disputadas no Japão, a FIFA decidiu que a partir de 2009 faria um rodízio de sedes.
Os Emirados Árabes Unidos conseguiu o direito de sediar as edições de 2009 e 2010. Além do Al Jazira Mohammed Bin Zayed Stadium, cotado para receber as finais, o Sheikh Zayed Stadium, também em Abu Dhabi, reberá as partidas do evento.

## Torneios Disputados
- O estádio recebeu algumas partidas do Campeonato Mundial de Futebol Sub-20 de 2003.